# أيون عالي الشحنة
الأيون عالي الشحنة (في الإنجليزية: Highly charged ions واختصارها: HCI) هي أيونات في حالة عالية الشحنة للغاية بسبب فقدانها معظم أو الكثير من الإلكترونات المرتبطة بها بسبب التصادمات النشطة أو امتصاص الفوتون عالي الطاقة. ومن الأمثلة على ذلك: الحديد المتأين 13 مرة Fe13 + أو Fe XIV في الترميز الطيفي، وهذا الشكل يتواجد في إكليل أو هالة الشمس، واليورانيوم المجرد U92 + (U XCIII في الترميز الطيفي)، خالٍ من جميع الإلكترونات المرتبطة به، الأمر الذي يتطلب طاقة عالية جدًا لإنتاجه. توجد الأيونات عالية الشحنة في الإكليل النجمي، وفي النواة المجرية النشطة، وفي بقايا المستعرات الأعظمية، وفي الأقراص التراكمية. تتكون معظم المادة المرئية الموجودة في الكون من أيونات عالية الشحنة. تحتوي البلازما عالية الحرارة المستخدمة في أبحاث طاقة الاندماج النووي أيضًا على الأيونات عالية الشحنة الناتجة عن تفاعل جدار البلازما.
في المختبر، يتم فحص الأيونات عالية الشحنة عن طريق مسرّعات الجسيمات الأيونية الثقيلة ومصائد أيون الحزمة الإلكترونية (EBIT).